# (29933) 1999 JG46
A (29933) 1999 JG46 a Naprendszer kisbolygóövében található aszteroida. A LINEAR projekt keretében fedezték fel 1999. május 10-én.